# Pluméliau-Bieuzy
Pluméliau-Bieuzy [plymeljo bjøzi] est une commune située dans le département du Morbihan, en région Bretagne.
Créée le 1er janvier 2019 sous le statut de commune nouvelle, elle résulte de la fusion des anciennes communes de Pluméliau et Bieuzy.

## Géographie

### Localisation
Pluméliau-Bieuzy est une commune située au cœur de la vallée du Blavet, aisément accessible depuis les grands axes routiers le reliant à Lorient, Vannes et  Rennes.
La commune est la 3e commune la plus étendue du Morbihan.
Elle fait partie de l'aire d'attraction des villes de Pontivy, de la zone d'emploi de Pontivy-Loudéac et du bassin de vie de Baud.

### Communes limitrophes
Les communes limitrophes sont Guern, Le Sourn, Saint-Thuriau, Guénin, Saint-Barthélemy, Melrand et Évellys.
| Guern            |                  | Le Sourn                        |
| Melrand          | Pluméliau-Bieuzy | Saint-Thuriau Moustoir-Remungol |
| Saint-Barthélemy | Guénin           | Remungol                        |

### Hydrographie
Pour un article plus général, voir Réseau hydrographique du Morbihan.
La commune est située dans le bassin Loire-Bretagne. Elle est drainée par le Blavet, l'Evel, la Sarre, le Kergouët, le Frémeur, le Moulin de Guervaud, le ruisseau de Coëthuan, le ruisseau de Kerdanet et divers autres petits cours d'eau,.

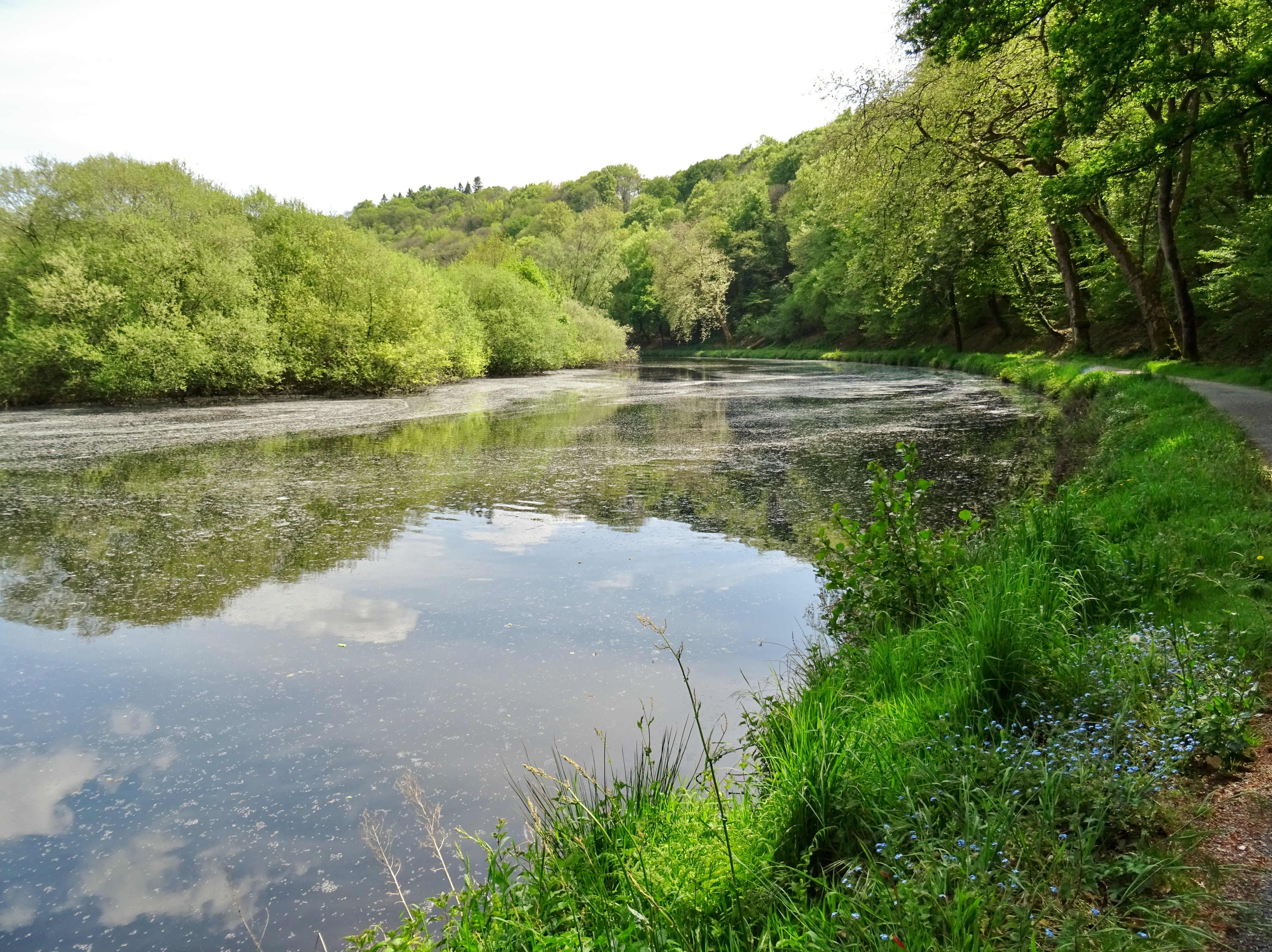
Le Blavet dans son méandre de Castennec.

Le Blavet, d'une longueur de 149 km, prend sa source dans la commune de Bourbriac et se jette  dans le canal de Nantes à Brest en limite de Plélauff et de Gouarec, après avoir traversé 31 communes. 
L'Ével, d'une longueur de 52 km, prend sa source dans la commune de Réguiny et se jette  dans le Blavet à Quistinic, après avoir traversé onze communes. 
La Sarre, d'une longueur de 35 km, prend sa source dans la commune de Lescouët-Gouarec et se jette  dans le Blavet sur la commune, après avoir traversé neuf communes. 
Le Kergouët, d'une longueur de 12 km, prend sa source dans la commune  et se jette  dans l'Ével sur la commune. 

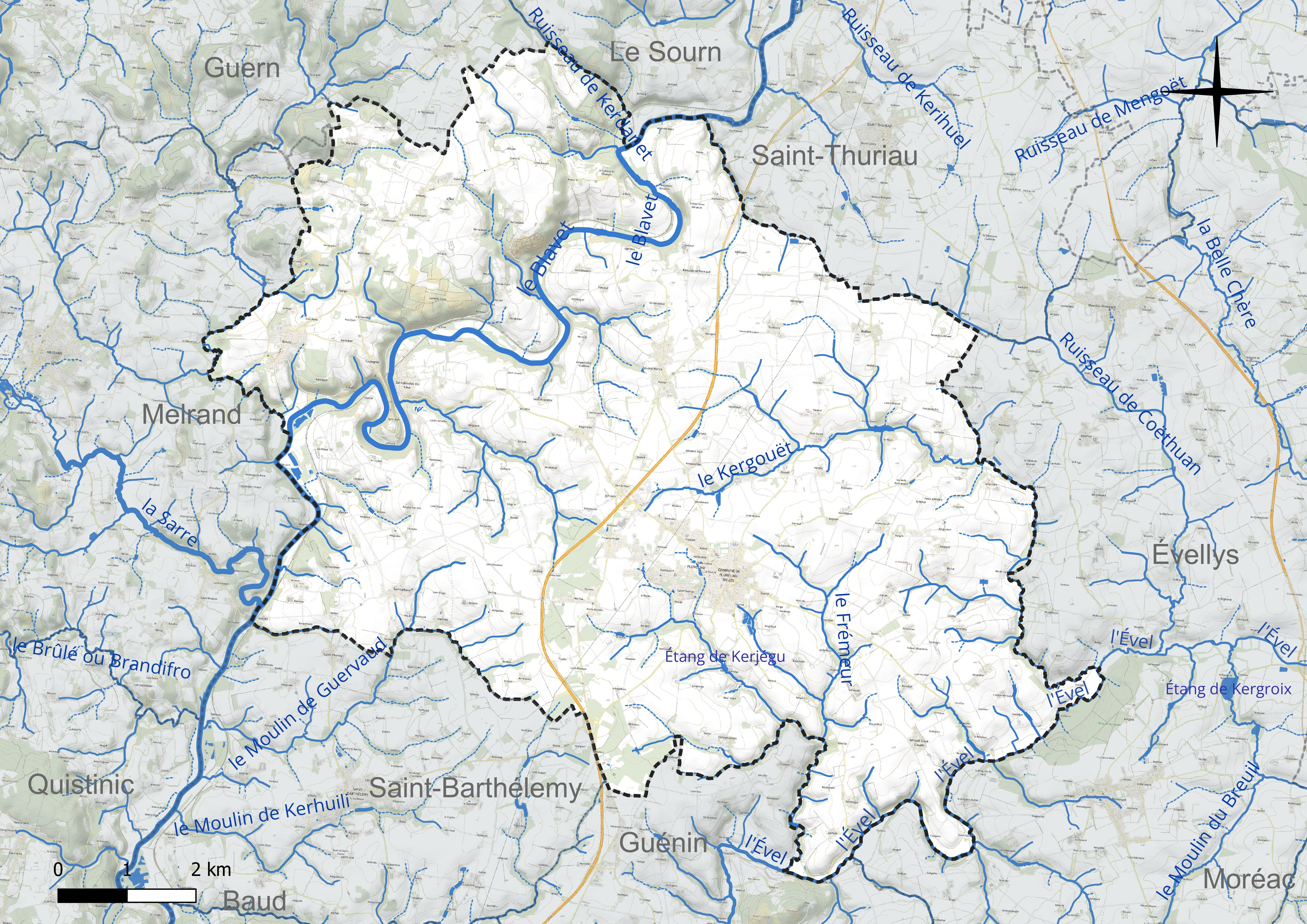
Réseau hydrographique de Pluméliau-Bieuzy.

Un plan d'eau complète le réseau hydrographique : l'étang de Kerjégu (0,62 ha),.

### Climat
Pour des articles plus généraux, voir Climat de la Bretagne et Climat du Morbihan.
En 2010, le climat de la commune est de type climat océanique franc, selon une étude du CNRS s'appuyant sur une série de données couvrant la période 1971-2000. En 2020, Météo-France publie une typologie des climats de la France métropolitaine dans laquelle la commune est exposée à un climat océanique et est dans la région climatique Bretagne orientale et méridionale, Pays nantais, Vendée, caractérisée par une faible pluviométrie en été et une bonne insolation. Parallèlement l'observatoire de l'environnement en Bretagne publie en 2020 un zonage climatique de la région Bretagne, s'appuyant sur des données de Météo-France de 2009. La commune est, selon ce zonage, dans la zone « Intérieur », exposée à un climat médian, à dominante océanique.
Pour la période 1971-2000, la température annuelle moyenne est de 11,3 °C, avec une amplitude thermique annuelle de 12 °C. Le cumul annuel moyen de précipitations est de 945 mm, avec 14,3 jours de précipitations en janvier et 7,1 jours en juillet. Pour la période 1991-2020, la température moyenne annuelle observée sur la station météorologique la plus proche, située sur la commune de Moréac à 12 km à vol d'oiseau, est de 12,0 °C et le cumul annuel moyen de précipitations est de 1 043,7 mm,. Pour l'avenir, les paramètres climatiques de la commune estimés pour 2050 selon différents scénarios d'émission de gaz à effet de serre sont consultables sur un site dédié publié par Météo-France en novembre 2022.

## Urbanisme

### Typologie
Au 1er janvier 2024, Pluméliau-Bieuzy est catégorisée commune rurale à habitat dispersé, selon la nouvelle grille communale de densité à sept niveaux définie par l'Insee en 2022.
Elle est située hors unité urbaine. Par ailleurs la commune fait partie de l'aire d'attraction de Pontivy, dont elle est une commune de la couronne,. Cette aire, qui regroupe 16 communes, est catégorisée dans les aires de moins de 50 000 habitants,.

### Occupation des sols

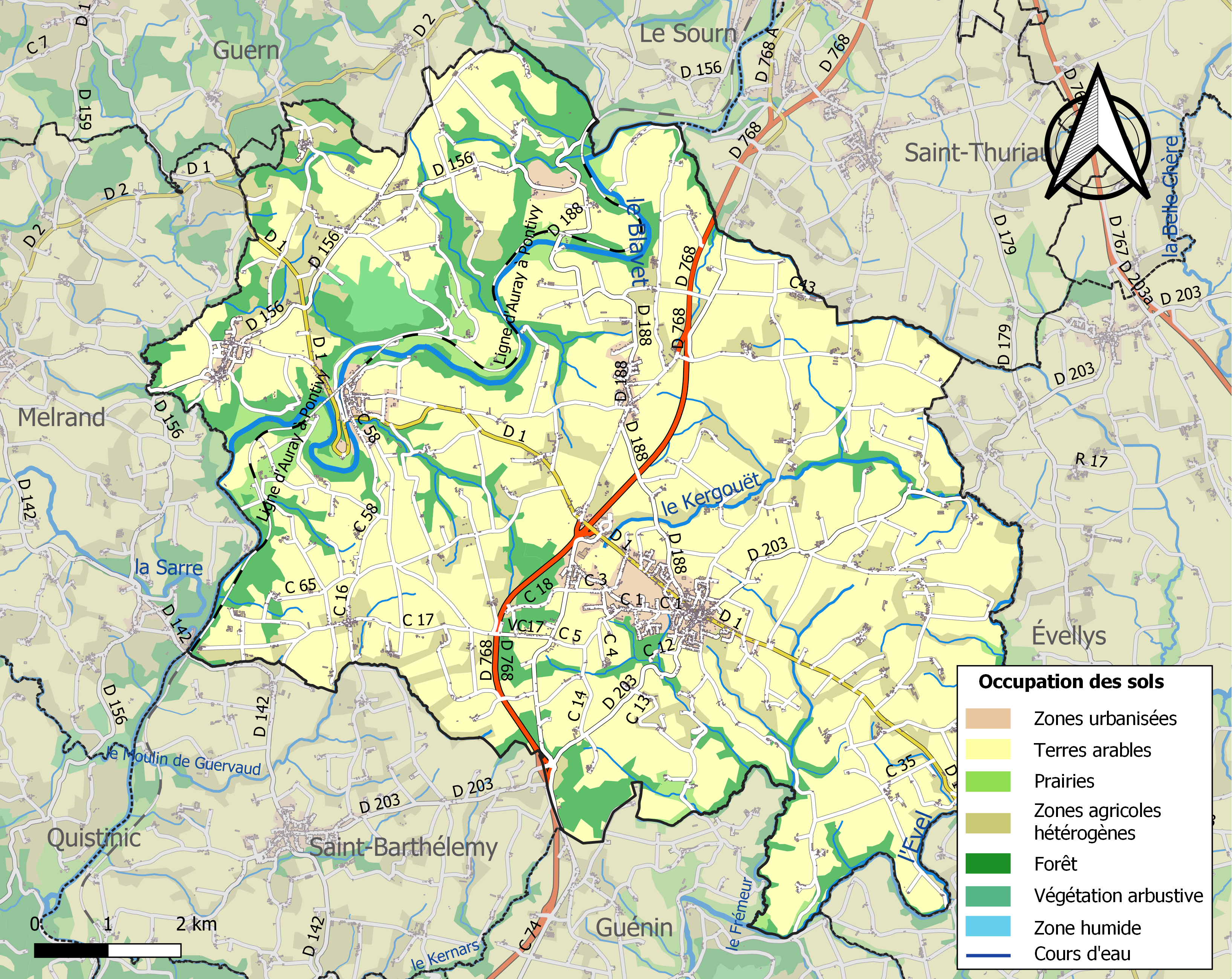
Carte des infrastructures et de l'occupation des sols de la commune en 2018 (CLC).

### Habitat et logement
| Logements                                        | Nombre en 2009 | % en 2009 | nombre en 2014 | % en 2014 | nombre en 2020 | % en 2020 |
| ------------------------------------------------ | -------------- | --------- | -------------- | --------- | -------------- | --------- |
| Total                                            | 2 430          | 100 %     | 2 494          | 100 %     | 2 498          | 100 %     |
| Résidences principales                           | 1 900          | 78,2 %    | 1 863          | 74,7 %    | 1 940          | 77,7 %    |
| → Dont HLM                                       | 122            | 6,4 %     | 65             | 3,5 %     | 67             | 3,5 %     |
| Résidences secondaires et logements occasionnels | 330            | 13,6 %    | 353            | 14,2 %    | 302            | 12,1 %    |
| Logements vacants                                | 200            | 8,2 %     | 278            | 11,1 %    | 255            | 10,2 %    |
| Dont :                                           |                |           |                |           |                |           |
| → maisons                                        | 2 292          | 94,3 %    | 2 342          | 93,9 %    | 2 394          | 95,9 %    |
| → appartements                                   | 85             | 3,5 %     | 150            | 6,0 %     | 96             | 3,8 %     |

### Voies de communication et transports
Pluméliau-Bieuzy est desservie par l'ancienne route nationale 168 (actuelle RD 168), aménagée en voie express.
La commune est traversée par la ligne d'Auray à Pontivy, et disposait de la gare de Saint-Nicolas-des-Eaux. La ligne n'est plus désormais ouverte qu'au service de marchandises.

## Toponymie
Après un sondage parmi les habitants, les conseils municipaux ont choisi le nom de la commune nouvelle, qui est l'addition des deux noms historiques.

## Histoire
La commune est créée le 1er janvier 2019 par la fusion des communes de Bieuzy et Pluméliau, sous le régime juridique des communes nouvelles par l'arrêté préfectoral du 28 novembre 2018 entraînant la transformation de la commune de Bieuzy en « commune déléguée ».
Cette fusion, votée par les deux conseils municipaux des anciennes communes en juillet 2018 après une période de crise municipale à Bieuzy  et malgré l'opposition de certains de ses habitants,, est destinée à renforcer le poids de la collectivité dans les divers organismes, dont l'intercommunalité, favoriser la redynamisation de sa démographie par la mise en place de nouveaux services, développer le tourisme grâce à l'axe du Blavet et obtenir plus de dotations d'État.

## Politique et administration

### Rattachements administratifs et électoraux

#### Rattachements administratifs
La commune nouvelle se trouve depuis sa création dans l'arrondissement de Pontivy du département du Morbihan.
Pour les élections départementales, la commune fait partie  du canton de Pontivy
Pour l'élection des députés, elle fait partie de la troisième circonscription du Morbihan.

### Intercommunalité
Pluméliau-Bieuzy était membre de la communauté de communes dénommée Centre Morbihan Communauté, un établissement public de coopération intercommunale (EPCI) à fiscalité propre et auquel la commune avait transféré un certain nombre de ses compétences, dans les conditions déterminées par le code général des collectivités territoriales. Cette intercommunalité avait été créée en 2017 conformément aux dispositions de la loi portant nouvelle organisation territoriale de la République du 7 août 2015, qui prévoit que les établissements publics de coopération intercommunale (EPCI) à fiscalité propre doivent avoir un minimum de 15 000 habitants, par la fusion de trois anciennes intercommunalité, dont Baud Communauté
Insatisfaite de cette situation,, la communauté de communes Baud Communauté obtient de se reconstituer le 1er janvier 2022,, et Pluméliau-Bieuzy en est la seconde commune par sa population

### Liste des maires
| Période      | Période                         | Identité        | Étiquette | Qualité |
| ------------ | ------------------------------- | --------------- | --------- | --- |
| janvier 2019 | 5 juillet 2023                  | Benoît Quéro    | DVD-LR,   | Vétérinaire Maire de Pluméliau (2014 → 2018) Conseiller départemental de Pontivy (2015 → ) Vice-président de la CC Centre Morbihan Communauté (2017 → 2021) Vice-président de la CC Baud Communauté (2021 → 2023) Démissionnaire |
| juillet 2023 | En cours (au 30 septembre 2023) | M. Claude Annic |           | Directeur financier, ancien adjoint aux finances |

## Équipements et services publics
La commune est bien équipée en commerces, en services de santé (maison de santé, pharmacie, point de santé mobile associatif à destination de personnes précaires) et paramédical.
Elle dispose d’un lieu culturel, « Les Imaginaires ».

### Enseignement
La commune nouvelle a conservé les écoles publiques situées dans les anciennes communes, le pôle scolaire Simone-Veil, qui compte en 2023-2024 163élèves répartis en 7 classes, et l'école Roland Le Merlus, qui scolarise à la même époque 25 élèves répartis en deux classes,.
Une école privée, l'école Saint-Méliau de Pluméliau, scolarise elle en 2023-2024, 184 élèves répartis en sept classes, et dispose également.
Les trois établissements disposent chacun d'un accueil périscolaire et d'un service de cantine scolaire.

### Justice, sécurité, secours et défense
La commune dispose de deux centres d’incendie et de secours (CIS) : 
- l'un à Pluméliau, qui dispose en 2023 d'une quarantaine de sapeurs-pompiers et qui a réalisé, cette année-là, 410 interventions dont 78% pour des secours à la personne, 14% pour des incendies et 8% pour des opérations diverses[48].
- l'autre à Bieuzy, animé en 2024 par douze effectifs actifs et un jeune sapeur-pompier, qui, en 2023, a assuré 50 interventions dont 20 pour secours à victimes, 6 incendies et 2 accidents[49]

## Population et société

### Démographie
La population des anciennes communes puis de la commune nouvelle est connue par les recensements menés régulièrement par l'Insee. Ces chiffres concernent le territoire de l'actuelle commune nouvelle.
En 2025, la commune nouvelle comptait 4 535 habitants.
| 1968  | 1975  | 1982  | 1990  | 1999  | 2009  | 2014  | 2020  |
| ----- | ----- | ----- | ----- | ----- | ----- | ----- | ----- |
| 4 676 | 4 410 | 4 058 | 3 964 | 3 799 | 4 318 | 4 375 | 4 341 |

### Sports et loisirs
Le club de football de la commune est le CS Pluméliau, classé en 2022-2023 en Régionale 3.
Un club de canoë-kayak s'est constitué pour bénéficier du Blavet.

## Culture locale et patrimoine

### Lieux et monuments
Le hameau de Saint-Nicolas-des-Eaux, situé entre le Blavet et la chapelle Saint-Nicolas, qui est un ancien prieuré de l'abbaye Saint-Florent de Saumur, présente un fort intérêt touristique,,.
On peut notamment signaler : 
- Dolmen de Kermabon
- Église de Bieuzy
- Église Saint-Méliau de Pluméliau
- Chapelle Saint-Gildas de Bieuzy, un édifice troglodyte situé dans le hameau du Prioldy, édifié au XVe siècle sur l'emplacement d'un ermitage dédié à Saint Gildas[55],[56].

- Chapelle de la Trinité de Bieuzy dans le hameau de Castennec, située sur un promontoire au milieu d’une boucle du Blavet et à proximité d’une ancienne forteresse gallo-romaine sur laquelle est construit au Xe siècle un château-fort par la famille de Porhoët. 
Elle est bâtie à la fin du XVe siècle sur un plan rectangulaire par les familles de Rohan et de Rimaison avec des pierres de l’ancienne l’ancienne église romane de Castennec et de la forteresse. Deux autels s'y trouvent, l'un en bois et l'autre en granit sous la fenêtre, entourés de deux niches anciennes abritant les statues d'un Christ aux liens (Ecce Homo) et une Vierge à l'Enfant
En contrebas se trouve la fontaine dédiée à Saint Cornelly, le patron des bêtes à cornes, qui date du XVIe siècle[57],[58]

- Chapelle de Saint-Nicodème de Plumeliau, en forme de croix latine, dont les parties le plus anciennes datent du XVIe siècle et qui dispose d'un important clocher carré surmonté d'un flèche construits en 1550 et d'une hauteur totale de 46 m. Un clocheton contient une cloche datant de 1507. Les fenêtres sont garnies de meneaux flamboyants et les sablières sont sculptées. Le transept nord renferme une tribune en pierre avec ornements de style Renaissance. La sacristie date de 1649, nécessitant le percement d’une ouverture au nord du chœur. La maison du chapelain a complété l’ensemble, dans le prolongement du chœur. L’enclos est construit en 1780 et d'autres aménagements eurent lieus en 1900 et 1930
L'édifice a été le lieu d'un pardon qui avait lieu début août et était un évènement d’importance régionale où les hommes venaient barbus pour se faire raser à la source bénite et les bêtes buvaient dans un bassin attenant
A proximité se trouve une fontaine datée de 1608 dotée de trois bassins dont chacun est abrité par un petit porche à fronton aigu avec ornements flamboyants, où l'on voit des animaux sculptés ainsi que des blasons.
Une autre fontaine, construite en 1790, est dédiée à Saint-Cornély.
L'ensemble est  Classé MH (1910)[59],[60].

- Chapelle Saint-Nicolas-des-Eaux  Inscrit MH (1928)[61], dans le village du même nom et située sur les hauteurs du Blavet, elle est construite au XVIe siècle en style gothique. Dotée d'un plan en forme de croix, elle comprend au chevet d'une fenêtre à trois fleurs de lys, une belle charpente soutenue par des sablières ornées de sculptures naïves dans le chœur et les transepts. Dans le côté sud, se trouve une porte avec accolade. Les niches et les ouvertures sont sculptées dans le style gothique flamboyant. Un bénitier en forme de trèfle à quatre feuilles se trouve à côté du chœur.
A l'extérieur, porte de bas de nef géminée et tympan ouvert[62].

- Chapelle Sainte-Madeleine, également dédiée à Saint-Eloi, qui date du XVIIe siècle mais a été totalement rebâtie au XIXe siècle, puis restaurée dans les années 2020 grâce à une association locale. Dotée d'un plan rectangulaire, elle dispose d'une abside à trois pans, qui sert de sacristie, et est éclairée d'un oculus en façade. 
Le chœur comprend cinq objets classés situés de part et d’autre de l’autel en forme de pyramide inversée : le retable polychrome et ses statues qui datent de 1850 et dont le tableau central représente Sainte-Madeleine dans la grotte de la Sainte-Baume où elle vécue en ermitage. Au-dessus, se trouve un Saint Pierre et les statues de sainte Madeleine, de Notre-Dame des Douleurs, de saint Éloi et de la Vierge protégeant le monde.
Elle a été le lieu d'un pardon où l’on venait de toute la région faire bénir et soigner les chevaux ainsi que refaire leurs fers, dont certains terminaient en ex-voto[63].

- Chapelle Saint-Samson, édifiée dans un hameau situé à 4 km au nord de Bieuzy. La chapelle est construite au XVIe siècle par la famille de Rimaison dont les armoiries figurent au chevet de la chapelle, au-dessus de la fenêtre du chœur qui a été condamnée. Les deux portes ainsi que la fenêtre centrale au sud, sans vitraux, datent du XVIIe siècle. 
Une fenêtre-lucarne éclaire le chœur, dont les fenêtres sont obturées. Au XIXe siècle le clocheton est restauré et une sacristie construite.
A l'intérieur, on note le dallage d'origine. Le chœur est séparé de la nef par une clôture en bois peint du même bleu que les boiseries des ouvertures. Le maître-autel semble dater du XIXe siècle et est surmonté d'un retable du XVIIe siècle provenant de l'église paroissiale. L’édifice comprend les statues de Saint-Samson, une Vierge à l'enfant et un Saint-Louis
La chapelle a été construite avec les pierres d'un premier château de cette famille et l'actuel château de Rimaison, le troisième du site, se trouve à proximité[64],[65].

- Chapelle de La Ferrière de la fin du XVe ou du début du  XVIe siècle, financée par la famille de Kernevo et placée sous les patronages de Notre-Dame de la Ferrière et de Saint-Eutrope, La tour-porche du début du XIXe siècle de style néoclassique est en granit. 
Elle est connue pour son pardon très populaire et qui a lieu le dernier dimanche d’août.
Près de la chapelle se trouvent deux fontaines, l’une datant de 1683 dédiée à Notre-Dame et l’autre de 1727 à consacrée à Saint Eutrope[66]

Un chemin de petite randonnée permet de découvrir la commune.
La balade du Père Nicolas est un parc de loisirs familial centré sur la nature et l’environnement.

## Pour approfondir